# Prix Heinz-Maier-Leibnitz
Le prix Heinz-Maier-Leibnitz est une distinction créée en 1977, par la Fondation allemande pour la recherche (Deutsche Forschungsgemeinschaft, DFG). Il tient son nom de Heinz Maier-Leibnitz, physicien nucléaire et ancien président de la DFG.

## Attribution
Le prix récompense chaque année des jeunes chercheurs déjà titulaires d'un doctorat, en reconnaissance de leur excellence scientifique et comme incitation à poursuivre leurs recherches. Jusqu'en 2012, six prix ont été attribués, chacun doté jusqu'à 16 000 €. En 2013, les prix augmentent à 20 000 € et le nombre de lauréats également. Les prix sont soumis aux directives de la DFG qui impose une stricte limitation des finalités pour "aider directement les recherches scientifiques de la lauréate ou du lauréat et les projets de recherches liés". Le ministère fédéral de l'Éducation et de la Recherche (BMBF) fournit les moyens pour le prix.
Les lauréats sont désignés par un tiers proposé parmi les membres élus des commissions d'examen de l'association allemande pour la recherche, les Universités de la république fédérale d'Allemagne, l'Union des académies des sciences allemandes, la Société Max-Planck, l'association Helmholtz des Centres de recherche allemands, la Fraunhofer-Gesellschaft, la Leibniz-Gemeinschaft et des Centres de recherche allemands. Les lauréats sont choisis par un jury sélectionné par l'association allemande pour la recherche et le ministère fédéral de l'Éducation et de la Recherche.

## Lauréats

### 1978 — 1980
- 1978 : Georges Köhler, Ulrich Krawinkel et Eckard Weber (biologie cellulaire), Ernst-U. Petersmann et Thomas Wälde (droit international, surtout européen)
- 1979 : Jan Backhaus et Uwe Kils (océanographie), Frank Halisch, Michaela Vetter et Friedrich Wilkening (psychologie du développement)
- 1980 : Susanne Enderwitz, Angelika Hartmann, Harald Motzki et Michael Ursinus (Islamologie), Hans R. Glatt, Regine Kahl et Reinhold J. Laib (Toxicologie), Hermann Fasel, Uwe Dallmann et Hans-Peter Kreplin (mécanique des courants)

### 1981 — 1990
- 1981 : Heinz Reif et Klaus Tenfelde (histoire économique et sociale du 19e et 20e siècles), Ulf-Ingo Flügge, Eberhard Schlodder, Klaus Winter, Susanne Bickel-Sandkötter et Peter Westhoff (photosynthèse), Ernst Conzelmann et Udo Klein (biochimie des maladies héréditaires)
- 1982 : Wilfried Feldenkirchen, Horst Drechsel, Manfred Schüßler, Hendrik Spruit, Günter Wunner et Reiner Hammer (astronomie/astrophysique), Wolfgang Weiß (recherche empirique), Reiner Bittihn, Gerd Schlechtriemen et Olaf Wolter (sauvegarde d'énergie électrochimique)
- 1983 : Christian Lehmann, Gerd Hanßon et Fritz Serzisko (comparaison typologique du langage), Ulrike Beisiegel, Reinhard Hohlfeld, Elisabeth Heywinkel et Harald Jüppner (défauts de récepteurs comme cause de la maladie), Peter Häußler, Hilbert von Löhneysen et Konrad Samwer (métaux amorphes - verres métalliques)
- 1984 : Claudia Kondor-Koch, Erwin Schneider, Richard Zimmermann, Helmut Kettenmann, Rainer Franz Hedrich et Julian Ivan Schroeder (recherche biologique sur les membranes), Josef Ehmer, Detlev Peukert et Wolfgang Andreas Gestrich (recherche historique sur la jeunesse et la famille), Karl-Franz Kleinermanns et Joachim Römelt (dynamique de réactions chimiques)
- 1985 : Franz Bairlein, Manfred Küppers, Markus Riederer, Bernhard Schink et Ulrich Sommer (écophysiologie), Wolfgang Hartwig et Wilfried Helbig (synthèse asymétrique de composés biologiquement actifs énantiomères purs), Gerhard Lappus, Hans-Peter Opitz, Peter A. Ronge, Günter Roppenecker et Hans Schuler (technique de régulation)
- 1986 : Christoph Freist, Lothar Ophey, Karl Peters et Norbert Sommer (techniques de production), Matthias Frosch, Edith Koch, Paul Massa et Thomas F. Meyer (mécanismes de pathogénicité des micro-organismes), Martin Dobrick, Paul Dohmen et Norbert Schwarz (psychologie sociale)
- 1987 : Ottmar Ette, Joachim Küpper, Regine Schmolling et Brigitte Simon de Souza (langues et littératures de la péninsule ibérique et d'Amérique latine), Rainer Klump, Kornelius Kraft, Karl-Heinz Paqué et Andrea Gubitz (politique économique), Samuel Martin, Stefan Thomae et Dieter Wintgen (systèmes dynamiques non-linéaires)
- 1988 : Bernd Arnold, Hans-Georg Rammensee, Michael Reth et Christine Kocks (immunogénétique), Eduard Arzt, Werner Kapellner et Thomas Link (génie des matériaux), Matthias Kaufmann, Harald Köhl, Anna Kusser, Thomas Pittrof, Stella Reiter-Theil et Christoph Fehige (philosophie pratique)
- 1989 : Alexander Mielke, Michael Röckner, Gabriel Wittum, Roland Freund, Enno Mammen et Tobias von Petersdorff (mathématiques appliquées), Matthias J. Herdegen (droit de l'État – prix spécial), Hans-Detlef Horn, Johannes Siebelt, Julia Dürig, Damian Hecker, Wolfgang März et Thomas Wolfgang Schmitz (droit de l'État), Peter Reinartz, Peter Schlüssel, Thomas Viehoff, Martin Kähler et Gunter Menz (Télédétection)
- 1990 : Holger Bohlmann, William Martin et Thomas Schmülling (Biologie moléculaire des plantes supérieures), Antje Susanne Meier, Klaus Opwis, Peter Reimann und Heribert Schriefers (Psychologie cognitive), Jacek Drozak, Ralf Markus Eiswirth, Hans-Joachim Ernst, Christiane A. Helm et Peter Krüger (structure et réactivité des surfaces)

### 1991 — 2000
- 1991 : Hans-Bernd Brosius et Rudolf Stöber (journalisme et sciences de la communication), Bernd d'Hoedt et Ernst-Jürgen Richter (implantologie dentaire), Carsten Bolm (chimie organométallique), Bernhard Keppler (chimie organométallique), Norbert Krause, Jun Okuda, Hans Schumann, Helmut Sitzmann et Christoph Janiak (chimie organométallique).
- 1992 : Dante Canil, Stephen Francis Foley, Ulrich Hansen, Hans Keppler et Klaus Mezger (physique et chimie de la terre profonde), Gerd Graßhoff, Frank-Michael Kuhlemann, Frank Rexroth, Christiane Schildknecht, Götz-Rüdiger Tewes, Eva-Maria Engelen, Klaus-Dieter Hentschel et Annette Wittkau (histoire des sciences et de l'éducation), Peter Majewski, Jürgen Rödel, Gerold Schneider, Orlaw Karl Massler et Thomas Vietor (matériaux céramiques)
- 1993 : Barbara Hemforth, Stephan Mehl, André Fuhrmann, Hans Dieter Rott et Rainer Goebel (recherche cognitive), Christian Bahr, Stefan Norbert Blügel, Roland A. Fischer, Michael Horn-von Hoegen, Dieter Neher et Matthias Wuttig (chimie et physique des couches minces et des systèmes de couches).
- 1994 : Stefan H. Heinemann, Peter Jonas, Christoph Schuster, Andreas Ultsch et Peter Stern (canaux ioniques et transduction de signaux), Michael Dolg, Martin Kaupp, Thomas M. Klapötke et Jörg Henrik Sundermeyer (structure électronique et propriétés des molécules à atomes lourds), Andreas Joachim Hospital et Elke Schweers (génie mécanique).
- 1994 (prix d'encouragement) : Wolfram Altenhofen, Martin Biel, Hartmut Schlüter et Klaus Steinmeyer (canaux ioniques et transduction de signaux), Peter Kürpick et Georg Jansen (structure électronique et propriétés des molécules à atomes lourds), Ioannis Nicolaou et Eberhard Schmidt (génie mécanique).
- 1995 : Dirk Barghop, Sabine Kienitz, Beate Schuster et Gabriela Signori (anthropologie historique), Eckart Apfelstedt-Sylla et Olaf Strauß (maladies héréditaires de la rétine), Victor Batyrev, Matthias Flach, Steffen König et Volkmar Welker (algèbre, théorie des nombres, géométrie algébrique et arithmétique)

- 1995 (prix d'encouragement) : Eva Labouvie et Friedemann Schmoll (anthropologie historique), Sigrid Fuchs (maladies héréditaires de la rétine), Annette Huber (algèbre, théorie des nombres, géométrie algébrique et arithmétique)
- 1996 : non décerné.
- 1997 : Sigrid Beck (linguistique), Lutz Gade (chimie inorganique), Dirk Görlich (biochimie), Detlef Lohse (physique théorique), Peter Mankowski (droit), Gerlind Plonka (mathématiques), Frank Sauer (génétique), Uwe Völker (microbiologie).
- 1998 : Thomas Deller (anatomie), Markus Denzel (histoire économique et sociale), Matthias Epple (chimie), Marius Grundmann (physique expérimentale), Ulrich Jakobus (électrotechnique), Doris Kolesch (littérature).
- 1999 : Bernhard Breit (chimie organique), Martin Grohe (mathématiques), Gerd Kempermann (neurologie), Rainer Michalzk (optoélectronique), Anne Ulrich (biochimie), Karsten Weihe (informatique)
- 2000 : Leif Kobbelt (informatique), Christian Kubisch (génétique humaine), Thomas Mayer (biologie cellulaire), Barbara Mitter (sinologie), Christian Remling (physique mathématique), Matthias Rief (biochimie, microscopie à force atomique)

### 2001 — 2010
- 2001 : Gabriele Britz (droit), Gesine Manuwald (philologie ancienne), Matilde Marcolli (mathématiques), Thomas Mussweiler (psychologie sociale), Kay Severin (chimie inorganique), Mikael Simonis (médecine).
- 2002 : Rainer Haag (chimie), Guinevere Kauffmann (astronomie), Achim Kramer (biochimie), Frank Lyko (génétique), Robert Schober (électrotechnique), Volker Zimmermann (historien)
- 2003 : Marc Alexa (informatique), Martin Beyer (chimie physique), Tim Clausen (biochimie), Dirk Kerzel (psychologie), Daniel Schwermer (études orientales anciennes), Ralf Wehrspohn (physique)
- 2004 : Friedrich Eisenbrand (mathématiques), Filipp Furche (chimie quantique), Marion Merklein (technologie de fabrication), Pavlina Rychterová (littérature du Moyen Age), Volker Springel (cosmologie), Boris Worm (écologie marine)
- 2005 : Valentin Blomer (mathématiques), Jiri Friml (biologie moléculaire (biochimie)), Natalija Novak (médecine (allergologie)), Sandra Pott (études littéraires), Sebastian Wolff (astronomie (formation des planètes)), Anne-Julia Zwierlein (études littéraires).
- 2006 : Laure Bally-Cuif (neurosciences), Holger Gies (physique théorique), Jonas Grethlein (philologie classique), Ana Martin-Villalba (neuro-oncologie), Bernd Smarsly (chimie des polymères), Fabian Theis (analyse statistique des données)
- 2007 : Eric Bell (astrophysique), Michael Dumbser (mécanique des fluides), Veit Hornung (pharmacologie clinique), Stefan Linden (physique), Nicole Schweikardt (informatique), Christian Wild (microbiologie, écologie)
- 2008 : Nicole Deitelhoff (sciences politiques), André Fischer (neurobiologie), Torsten Granzow (science des matériaux), Michael Huber (mathématiques discrètes), Christine Silberhorn (optique quantique), Oliver Trapp (chimie analytique).
- 2009 : André Bornemann (sciences de la terre), Ina Bornkessel-Schlesewsky (linguistique), Patrik Ferrari (physique mathématique), Heike Krebber (biologie moléculaire), Gisela Lanza (génie mécanique), Angelika Lohwasser (égyptologie)
- 2010 : Daniel Balzani (mécanique des structures), Wilhelm Hofmann (psychologie), Hannah Markwig (mathématiques), Ansgar Reines (astrophysique), Sebastian Schmidt-Hofner (histoire ancienne), Christina Thiele (chimie)

### 2011 — 2020
- 2011 : Swantje Bargmann (science des matériaux), Markus Friedrich (histoire moderne), Christian Hackenberger (chimie), Thorsten Holz (Informatique), Moritz Kerz (mathématiques), Henrike Manuwald (littérature)
- 2012 : Denis Gebauer (chimie), Lisa Kaltenegger (astronomie), Katrin Paeschke (biochimie), Stefan Roth (informatique), Pieter Samyn (technique de fabrication), Yee Lee Shing (psychologie)
- 2013 : Christine Hentschel (sociologie), Lena Maier-Hein (informatique médicale), Nuno Maulide (chimie organique), Nicole Megow (mathématiques discrètes (informatique)), Thomas Pfeifer (physique), Holger J. Pletsch (astrophysique), Volker Presser (science des matériaux), Daniel Stein (études américaines), Clarissa Vierke (études africaines)
- 2014 : Eric Bodden (informatique), Wim Decock (histoire du droit), Dorothee Dormann (biochimie), Nico Eisenhauer (biologie/écologie), Bent Gebert (littérature), Silvia Gruhn (neurobiologie/mathématiques), Daniel Meyer (procédés de fabrication), Laura Na Liu (nanosciences), Marc D. Walter (chimie moléculaire inorganique), Sönke Zaehle, (biogéochimie)
- 2015 : Marian Burchardt (recherche sociale empirique), Jessica Burgner-Kahrs (mécatronique), Pavel Levkin (chimie des polymères), Soeren Lienkamp (médecine), Thomas Niendorf (ingénierie des matériaux), Stephan Packard (études culturelles des médias), Susanne Paulus (études orientales anciennes), Cynthia Sharma (biologie infectieuse), Sarah Weigelt (psychologie), Xiaoxiang Zhu (géodésie)
- 2016 : Aline Bozec (rhumatologie), Tobias Erb (microbiologie), Daniel Gutzmann (linguistique générale), Markus Krötzsch (informatique, représentation des connaissances), Christoph Lundgreen (histoire ancienne), Isabell Otto (sciences des médias), Hannah Petersen (physique théorique des hautes énergies), Ludovic Righetti (robotique), Tatjana Tchumatchenko (neurosciences théoriques), Céline Teney (recherche sociale empirique)
- 2017 : Andreas Geiger (systèmes intelligents), Christian Gross (optique quantique), Mandy Hütter (psychologie), Philipp Kanske (neurosciences), Christoph Kirchlechner (science des matériaux), Olivier Namur (minéralogie), Ute Scholl (néphrologie), Michael Seewald (théologie catholique), Marion Silies (neurosciences), Evi Zemanek (littérature comparée)
- 2018: Jennifer Nina Andexer (biologie chimique), Alexey Chernikov (physique de la matière condensée), Sascha Fahl (informatique), Benedikt Paul Göcke (théologie), Valeska Huber (histoire), Lucas Jae (génétique), Benjamin Kohlmann (littérature anglaise), Eva C. M. Nowack (biologie de l'évolution), Antonia Wachter-Zeh (télécom), Xiaoyong Zhuang (mécanique numérique)
- 2019: Stefan Cihan Aykut (sociologie), Karl Bringmann (informatique théorique), Fabian Dielmann (chimie), Jonathan F. Donges (climatologie), Knut Drescher (microbiologie et biophysique), Stefanie Gänger (histoire), Nicolas Perkowski (Théorie des probabilités), Uta Reinöhl (linguistique), Thimoteus Speer (néphrologie), Nina Henriette Uhlenhaut (endocrinologie)
- 2020: Daniel Kotlarz (pédiatrie), Ulrike Ingrid Kramm (chimie), Elvira Mass (immunologie), Fruzsina Molnár-Gábor (médecine internationale et protection des données), Timothy Nunan (histoire), Georg Oberdieck (mathématiques), Michael Saliba (science des matériaux), Erik Schilling (littérature allemande), Monika Undorf (psychologie cognitive), Wolfgang Zeier (chimie)

### 2021 —
- 2021 : Julia Borst (Littérature romane), Silvia Budday (biomécanique), Josep Cornellà (chimie moléculaire organique), Tim Dietrich (astrophysique), Jakob Nikolas Kather (oncologie computationnelle), Kai Lawonn (visualisation de données), Patrick Roberts (archéologie préhistorique), Anna Schenk (chimie physique), Monika Schönauer (neuropsychologie), Jan Michael Schuller (biochimie et biophysique des micro-organismes)
- 2022 : Pascal Friederich (conception de matériaux), Julijana Gjorgjieva (neurosciences), Nicole Gotzner (sciences du langage), Hanjo Hamann (droit), Maike Hofmann (gastroentérologie), Andreas Horn (neurologie), Irmtraud Huber (sciences littéraires), Christian Maier (informatique de gestion), Tobias Meng (physique théorique des solides), Jonas Warneke (chimie physique)
- 2023: Isabelle Dolezalek (histoire de l'art), Elina Fuchs (physique des particules et physique atomique), Michael Homberg (histoire moderne), Leif Ludwig (recherche sur le génome fonctionnel), Giulio Malavolta (cryptographie), Bonnie J. Murphy (biologie structurale), Sabine Richert (chimie physique), Clarissa Schönecker (mécanique des fluides), Vera Traub (mathématiques discrètes), Marcella Woud (psychologie clinique)
- 2024 : Tomer Czaczkes (écologie comportementale), Christopher Degelmann (histoire ancienne), Katharina Dobs (psychologie cognitive et neurosciences), Claire Donnelly (physique expérimentale des solides), Eugene Kim (recherche sur le génome fonctionnel), Christopher Morris (apprentissage automatique), Kai Markus Schneider (gastroentérologie expérimentale), Sebastian Sippel (recherche sur le climat), Ze'ev Strauss (études juives), Dominika Wylezalek (astrophysique)[3].

## Remarques
À côté de ce prix Maier-Leibnitz de la DFG, il y a aussi le prix Leibniz de la DFG, le prix Gottfried-Wilhelm-Leibniz et la médaille Heinz-Maier-Leibnitz de l'université technique de Munich.